# Битка код Бишапура (643-644)
Битка код Бишапура одиграла се током муслиманског освајања Фарса, персијске провинције, током седмог века нове ере. Град су заузеле муслиманске снаге Рашидунског калифата након организовања његове опсаде.

## Битка
Битка се завршила опсадом коју су спровеле снаге Маџа бин Масуда, над градом који је некада носио назив Бишапур, Арапима иначе познат под називом Сабур. Током 643. године Осман ибн Аби ел Ас стигао је  у Бишапур са појачањима из Басре и опсео утврђени град неколико недеља пре него што је приморао град на предају. Након тога је са становницима града склопио споразум о миру. Даљи контигенти  са појачањима пристигли су под командом Саријах бин Зуинема, а након тога за њим су пристигле снаге под Сухаил бин Адијем, да би на крају је Асим бин Амр стигао у ту област како би потпуно умирио Керман.

## Каснији догађаји
Недуго затим 644. године, Ел Ала ибн ел Хадрами, рашидунски гувернер Бахреина, поново је  напао Фарс, стигавши чак до Истахра, док гувернер (марзбан) Фарса, Шахрак, није успео да одбије његов напад. Нешто касније, Осман ибн Аби ел Ас успео је да  успостави  своју војну базу у Таваџ Миср , у чији је војни састав  укључио групе  пребеглих племена састављених (углавном од Арапа), и убрзо успео да порази и убије Шахрака близу Рев-шахра (међутим  неки други извори тврде да је то учинио његов брат). Персијског преобраћеника на ислам, Хормуза ибн Хајан ел Абдија, Осман ибн Аби ел Ас је  убрзо послао да нападне тврђаву познату под називом  Сенез на обали Фарса. Након доласка на власт Османа ибн Афана ,на место новог калифа Рашидунског калифата 11. новембра 644. године, становници Бишапура, су предвођени Шахрак-овоим братом, прогласили независност, након чега су дожвели  пораз.

## Белешке
1. ↑  Another source, Kennedy, suggests that Shahrak himself was killed earlier, at the start of Muslim campaign in Fars, in Rashahr in 640 while attempting to repel the Muslim advance.[2]
2. ↑  The date for this revolt remains disputed, as the Persian historian al-Baladhuri states that it occurred in 646.